# ホンダ・e:NS1
e:NS1（イー : エヌエスワン）は、東風本田汽車が製造・販売している中型SUVである。

## 概要

### 年表
2021年11月19日
e:NP1と同時に電気自動車である「e:NS1」を広州モーターショーで公開した。2022年春に発売を予告された。
2022年4月26日
東風本田汽車が電気自動車、「e:NS1」を発売。e:Nシリーズである、「e:NP1」も予約受付を開始。